# ストーン・エイジ (ローリング・ストーンズのアルバム)
『ストーン・エイジ』(英：Stone Age)は、1971年にリリースされたローリング・ストーンズのコンピレーション・アルバム。CD化はされていない。

## 概要
バンド側はこのアルバムのリリースを知らされておらず、内容やジャケットデザインに不満がある旨を音楽雑誌に広告を出す事態となった。

## 収録曲
1. Look What You've Done
2. It's All Over Now
3. Confessin' the Blues
4. One More Try
5. As Tears Go By
6. The Spider and the Fly
7. My Girl
8. Paint It, Black
9. If You Need Me
10. The Last Time
11. Blue Turns to Grey
12. Around and Around